# Круговой танец
Круговой танец — традиционная форма танца, в которой, как правило, держащиеся за руки участники образуют круг или открытую дугу и повторяют определённый порядок шагов в заданном музыкальном ритме, различающемся для разных танцев. Традиционные виды кругового танца часто наделяются духовным, ритуальным смыслом, предпринимаются попытки использования этой формы искусства в терапевтических целях.

## Народные традиции кругового танца

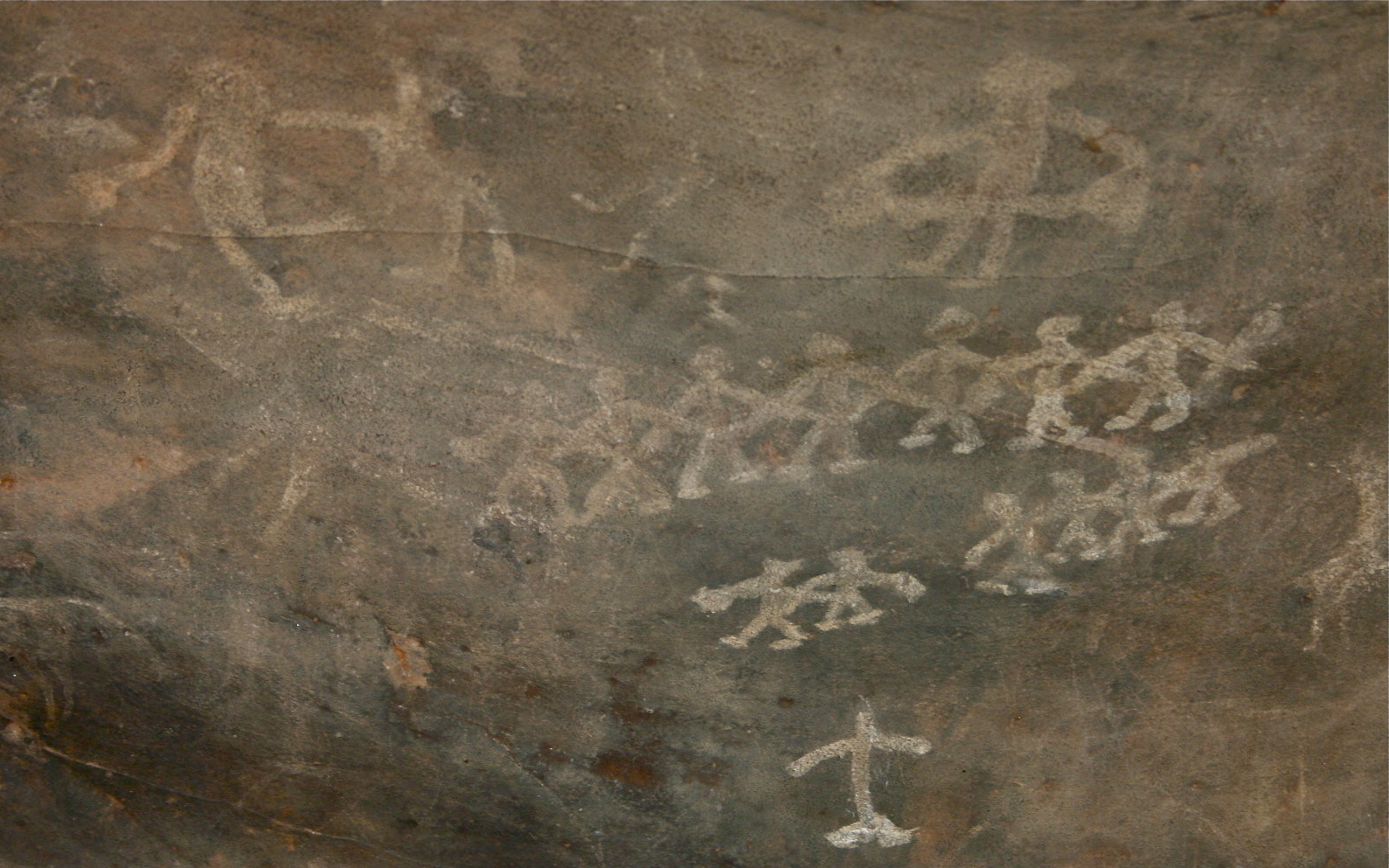
Мезолитическое наскальное изображение группового танца из скальных жилищ Бхимбетка, Индия

Традиционный круговой танец представлял собой синкретическое искусство, соединявшее слово (пение), музыку и движение. На древность обычаев кругового танца указывают наскальные рисунки, обнаруженные в Сибири и российской Арктике. Эти изображения, датируемые 11—1-м тысячелетием до н. э., археолог А. П. Окладников назвал «танцующими человечками». Обрядовый характер круговых танцев подчёркнут в петроглифах Алдана, Олёкмы и Приамурья введением образов птицелюдей и особой пластикой движений рук изображённых фигур. В Средиземноморье сохранились древние известняковые скульптурные изображения ведущих круговой танец фигур в хламидах с капюшонами — предположительно, эти статуэтки изображают финикийских танцоров. Напротив, вставшие в круг и обнявшиеся за плечи танцоры с найденной в критском могильнике Камилари статуэтки полностью обнажены. В эгейской цивилизации критянам приписывалось изобретение искусства танца; согласно одному из предположений, древнейшая форма этого искусства на Крите представляла собой круговой погребальный танец, и с её формой связана круглая форма традиционных погребальных строений — толосов.
Кругу в древних культурах придавалось мистическое значение: считалось, что он отгоняет злые силы, предотвращает беды, он также символизировал связь конца и нового начала, являясь символом цикличности жизни. Круговые танцы могли иметь связь с культом Солнца. Характерно их исполнение в обрядах плодородия, встречи весны и лета; в других культурах, прежде всего скотоводческих, круговой танец мог исполняться вокруг шеста, столба или костра, символизирующих мировое древо. Мистическое значение могло иметь направление движения. Так, в солнечных культах исполнители круговых танцев двигались по направлению движения солнца. Согласно исследовательнице калмыцкой танцевальной культуры Т. Бадмаевой, тюрки-калмыки считали правильным направление движения слева направо, тогда как движение справа налево могло, согласно их верованиям, принести несчастье.
Как форма танцевального искусства круговой танец широко распространён на Ближнем Востоке (халай), в Южной и Восточной Европе (коло, хора, хоровод), у народов Севера (спрсенгисанди в Исландии, осуохай, ункуу в Якутии и т. д.). Среди круговых танцев коренных народов Северной Америки широкую известность получили пляска Духа и пляска Солнца, однако практика кругового танца у индейских народов намного шире и в каждой культуре существуют его особые разновидности. Несмотря на название, танцоры могут формировать не только круг, но и полукруг или спираль, круг может быть также двойным (чоппа у балкарцев и карачаевцев) или тройным (тунерек уйыны у башкир).

## Терапевтическое значение
Круг представляет собой базовую форму расстановки участников на сеансах танцевально-двигательной терапии. Благодаря этому расположению создаются оптимальные условия для некоторых психологических эффектов (отражение, сдерживание, физический контакт и т. д.).
С начала XXI века ведутся исследования психотерапевтического потенциала собственно кругового танца. Отдельные публикации показывали его положительный эффект в работе с людьми, страдающими от деменции: наблюдалось общее улучшение настроения и чувства безопасности, возникало чувство общности и взаимной симпатии. Круговой танец применяют в терапевтической практике с целями релаксации, борьбы со стрессом и депрессией, усиления уверенности в себе, чувства принадлежности к коллективу, стимулирования творческой мысли и психомоторных функций.